# 马特乌什·扎恰拉
马特乌什·扎恰拉（Mateusz Zachara，1990年3月27日—），是一名波兰职业足球运动员，司职前锋。现在效力于中国足球超级联赛球队河南建业。

## 俱乐部生涯
2008年，扎恰拉开始代表家乡球队琴斯托霍瓦参加职业联赛。2011年1月，他和戈爾尼克扎布熱签约3年半。 同年7月，他被租借到卡托维兹GKS一个赛季。 2015年1月21日，扎恰拉转会加盟中国足球超级联赛球队河南建业。